# Damasias (Archon)
Damasias (griechisch Δαμασίας) wurde im Jahr 582 v. Chr. zum Athener Archon eponymos gewählt.
Im Jahr vor seiner Wahl wurde kein Archon eponymos gewählt, möglicherweise wegen bürgerkriegsähnlicher Zustände. Als die einjährige Amtszeit des Damasias abgelaufen war, blieb er trotzdem im Amt, bis er nach 2 Jahren und zwei Monaten gewaltsam daraus entfernt wurde. Für die restlichen 10 Monate wählte man gleich zehn Archonten, fünf Eupatriden, drei „Männer vom Land“ und zwei „Handwerker“.